# Octavi Fullat
Octavi Fullat i Genís (Alforja, Tarragona, 12 de enero de 1928) es un sacerdote escolapio y filósofo español. Doctor en filosofía por la Universidad de Barcelona, conoció a Albert Camus y Jean-Paul Sartre, estudió con Claude Lévi-Strauss, Michel Foucault y Jules Vuillemin.

## Biografía
De 1970 a 1976 fue responsable de investigación educativa en el Instituto de Ciencias de la Educación de la Universidad Autónoma de Barcelona. Desde 1986 es catedrático de Filosofía de la Educación de la misma universidad.
Se le otorgó el Premio de Pedagogía Antoni Balmanya por su obra "Reflexions sobre l´educació"; el Premio Julio Marial por su trabajo "Astronáutica y modelo de hombre" (1968), presentado en Nueva York durante el XIX Congreso de la International Astronautical Federation; Premio Vicens Vives dotados con cinco millones de pesetas para investigar (Universitats de Catalunya, 1998).
En 1994 se le concedión la Cruz de Sant Jordi de la Generalidad de Cataluña en 1994. También es miembro honorario del Instituto de Estudios Catalanes desde diciembre de 1995. Octavi Fullat ha impartido cursos en universidades de México, Guatemala, Chile, Argentina, Francia e Italia.
Fullat fue asesor del gobierno portugués para investigaciones educativas (campo epistemológico) entre 1998 y 2001, y para evaluaciones de universidades (2002-2003).
A partir de 2006 forma parte del Comité d´Hnonneur' de la Société francophone de philosophie de l´education (SOFPHIED) con Guy Avanzini, Daniel Hameline, Hubert Hannoun y Georges Snyders.
En la ciudad mexicana de Cuernavaca hay un colegio que lleva el nombre de Octavi Fullat.
El 16 de octubre de 2008, le fue otorgado el Premio Ramon Fuster por el Colegio Oficial de Doctores y Licenciados en Filosofía y Letras y en Ciencias de Cataluña.

## Obras publicadas
- - "La moral atea de Albert Camus", 1963
- - "Teoría y acción. Iniciación a la Filosofía", 1966
- - "La educación soviética", 1973
- - "Marx y la religión", 1974
- - "Filosofías de la Educación", 1978
- - "Las finalidades educativas en tiempo de crisis", 1982
- - "Philosophische Grundlagen der Erziehung" (traducción al alemán de "Filosofías de la Educación"), 1982
- - "Verdades y trampas de la pedagogía" (Epistemologías de las Ciencias de la Educación), 1984
- - "La peregrinación del mal" (Sobre la violencia educativa), 1988
- - "Paideusis. Antropologies pedagógiques actuals", 1990
- - "Filosofías de la educación", 1992
- - "Política de la educación", 1994
- - "Quinze pédagogues. Leur influence aujord´hui" (en colaboración), 1994
- - "El pasmo de ser hombre", 1995
- - "Filosofias da Educacao" (traducción al portugués de "Filosofías de la Educación"), 1995
- - "Antropología y Educación", 1997
- - "Antropología filosófica de la educación", 1997
- - "La peregrinación del mal" o "La educación como violencia fértil", 1998
- - "Filosofía de la Educación", 1999
- - "Éducation et philosophie" (encolaboración), 1999
- - "Occidente: hontanares, sentidos y valores", 2000
- - "Els valors d´Occident", 2001
- - "Le parole del corpo", 2002
- - "Pedagogía existencialista y postmoderna", 2002
- - "Les premiers pédagogues", 2002
- - "El siglo postmodernos (1900-2001)", 2002
- - "Homo educandus.Antropología filosófica de la educación", 2004
- - "L´auténtic origen dels europeus", 2005
- - "Valores y narrativa. Axiología educativa de Occidente", 2005
- - "La meva libertat", 2006
- - "El pensament de Joaquim Xirau" (en colaboración), 2007
- - "Dire, leggere, ascoltare" (en colaboración), 2008
- - "La mera veritat", 2008